# Padok (garnitur)
Padok (ang. paddock suit) – garnitur z charakterystyczną, zapinaną na dwa wysoko położone guziki, marynarką i spodniami o podwyższonym stanie. Ostatni guzik marynarki położony jest w najwęższym miejscu talii, górny zaś znajduje się bardzo blisko brustaszy. U dołu marynarka zakończona jest z przodu szerszym niż zwykle rozcięciem. Nazwa tego garnituru pochodzi od padoku, czyli ogrodzonego placu przy torze wyścigowym, po którym oprowadza się konie, gdyż były one używane przez jeźdźców ze względu na wygodę. W odróżnieniu od zwykłych marynarek na dwa guziki, padok zapina się na zarówno górny, jak i dolny. Garnitur ten jest obecnie bardzo rzadko spotykany.